# Aloys Wittrup
Monsignore Aloys Wittrup (* 17. Mai 1877 in Everswinkel, Kreis Warendorf; † 17. Juli 1961 in Münster) war ein deutscher Theologe, katholischer Priester, Pädagoge und päpstlicher Geheimkämmerer.

## Leben
Nach dem Besuch der Volksschule im westfälischen Everswinkel ging Wittrup zunächst auf eine Präparandenanstalt in Essen-Werden, wechselte aber bald darauf an das Essener Burggymnasium, wo er 1899 das Abitur erlangte. Von 1899 bis 1902 studierte Wittrup Theologie und Philosophie an der Königlichen Theologische und Philosophische Akademie in Münster.
Nach Abschluss des Studiums wurde Wittrup am 6. Juni 1903 im St.-Paulus-Dom in Münster zum Priester geweiht. Der Münsteraner Bischof Hermann Jakob Dingelstad versetzte Wittrup bald darauf nach Rheinberg, wo er auf Betreiben des Magistrats der Stadt die seit 1889 verwaiste Rektoratsschule von Rheinberg, das heutige Amplonius-Gymnasium, wieder eröffnen sollte. Im August 1903 erhielt Wittrup eine Stelle als Kaplan in Rheinberg und nahm zum 1. Oktober des gleichen Jahres den Schuldienst auf.
Seine Rektorprüfung legte er 1907 am Provinzialschulkollegium in Koblenz ab. 1914 promovierte Wittrup an der Westfälischen Wilhelms-Universität Münster mit einer Arbeit zur Rheinberger Stadtgeschichte. Seine Dissertation trug den Titel: Rechts- und Verfassungsgeschichte der Kurkölnischen Stadt Rheinberg.
Neben seiner schulischen Tätigkeit war Wittrup am Niederrhein auch politisch und sozial aktiv. Bereits  1904 gründete Wittrup eine Wohnungsbaugenossenschaft, die Gemeinnützigen Baugenossenschaft e.G.m.b.H. Rheinberg (heute Wohnungsgenossenschaft e.G. Rheinberg). Es folgte 1905 die Bildung der Ortsgruppe des Katholischen Arbeitervereins (heute KAB) in Rheinberg. Bei den Reichstagswahlen von 1907 trat er als Mitglied der Zentrumspartei auf und wurde bald darauf ihr Ortsvorsitzender.
Papst Pius XI. ernannte ihn 1932 bei einer Privataudienz in Rom zum päpstlichen Geheimkämmerer.
Als der politische Druck durch die NS-Regierung zu groß wurde, ging Wittrup 1939 vorzeitig in den Ruhestand und übersiedelte nach Münster, wo er 1961 verstarb.
Die Stadt Rheinberg verlieh Wittrup im Juli 1949 die Ehrenbürgerwürde und benannte nach seinem Tod ihm zu Ehren die Dr.-Aloys-Wittrup-Straße nach ihm.

## Schriften
Neben zahlreichen Aufsätzen und Artikeln verfasste Aloys Wittrup drei Monographien zur Geschichte der Stadt Rheinberg:
- Rechts- und Verfassungsgeschichte der Kurkölnischen Stadt Rheinberg. Sattler & Koss, Rheinberg 1914.
- Die Schulgeschichte der Stadt Rheinberg. Schiffer, Rheinberg 1953.
- Aus Rheinbergs vergangenen Tagen. Schiffer, Rheinberg 1955.